# Nordmazedonien beim Junior Eurovision Song Contest
Teilnehmende Rundfunkanstalt

Erste Teilnahme
2003
Anzahl der Teilnahmen
19 (Stand 2024)
Höchste Platzierung
5 (2007, 2008)
Höchste Punktzahl
150 (2019)
Niedrigste Punktzahl
14 (2006)
Punkteschnitt (seit erstem Beitrag)
58,20 (Stand 2020)
Punkteschnitt pro abstimmendem Land im 12-Punkte-System
2,47 (Stand 2015)
Dieser Artikel befasst sich mit der Geschichte Nordmazedoniens als Teilnehmer am Junior Eurovision Song Contest.
Durch den Streit um den Namen Mazedonien zwischen Griechenland und Nordmazedonien wurde das Land bis 2018 beim JESC mit der sperrigen Bezeichnung frühere jugoslawische Republik Mazedonien bezeichnet (englisch: former Yugoslav Republic of Macedonia (FYROM), französisch: Ancienne République Yougoslave de Macédoine (ARYM)). Als englischer Untertitel wurde dabei die Abkürzung F.Y.R. Macedonia angezeigt. Seit das Land 2019 in Nordmazedonien umbenannt wurde, tritt es bei der Veranstaltung unter diesem Namen (englisch: North Macedonia, französisch: Macédoine du Nord) auf.

## Vorentscheide
Von 2003 bis 2011 wurden kleinere Vorentscheide veranstaltet. Seit 2013 wählt man seinen Beitrag intern aus.

## Teilnahme am Wettbewerb

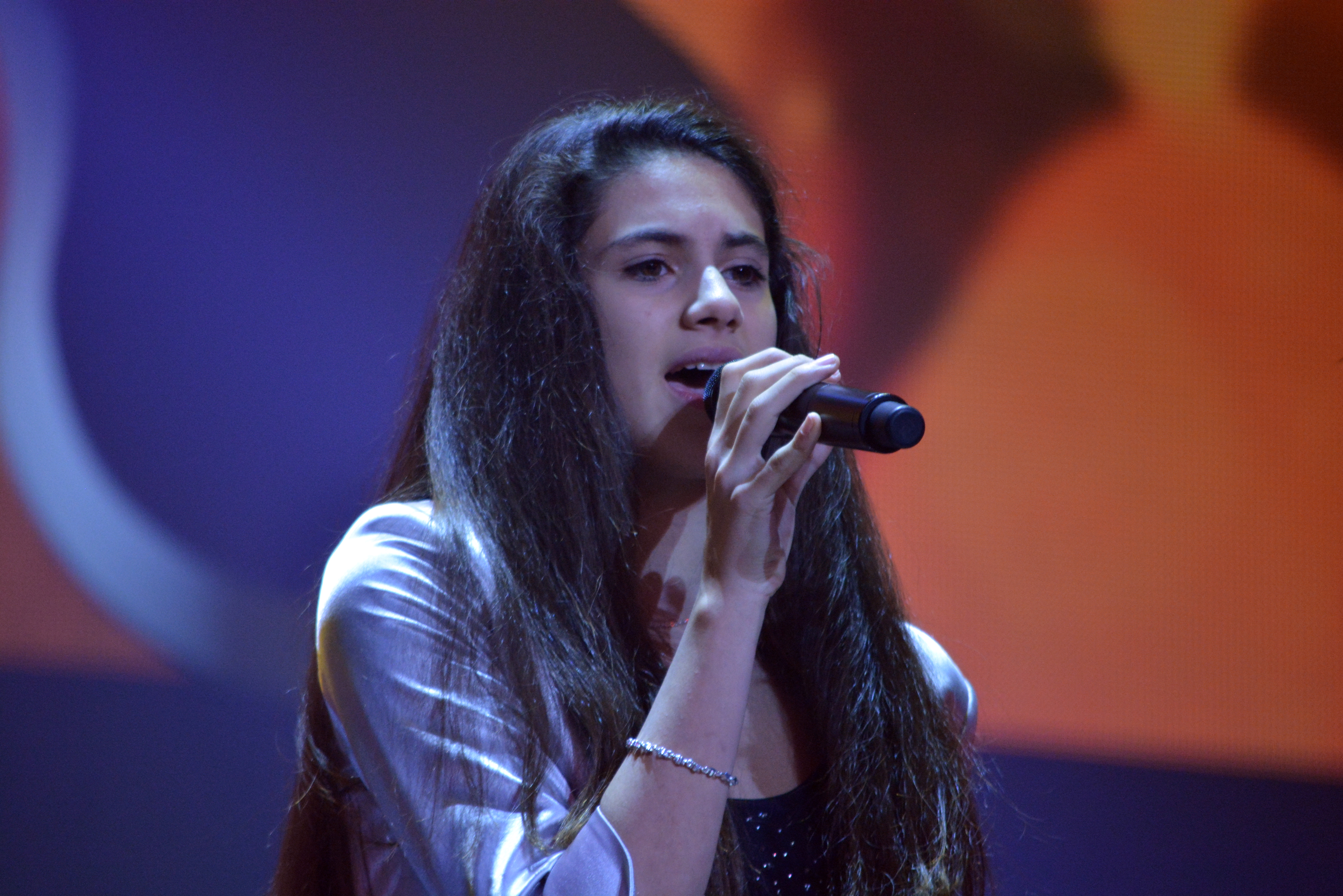
Barbara Popović, die Teilnehmerin von 2013

2003 nahm man zum ersten Mal teil und seitdem jedes Jahr bis auf 2012 und 2014. Das Land erreichte einmal den achten, einmal den siebten und zwei fünfte Plätze. Nach einem geteilten letzten Platz 2011 zog sich der Rundfunk vom Wettbewerb zurück. 2013 kehrte man nun nach einer einjährigen Pause zurück und wurde nochmals Letzter und zum vierten Mal hintereinander Zwölfter. Deshalb nahm Mazedonien 2014 nicht teil, kehrte dafür aber 2015 wieder zum Wettbewerb zurück. Auch 2015 erreichte das Land den letzten Platz, bereits zum dritten Mal in Folge. 2016 erreichte man dann mit Platz 12 wieder eine etwas bessere Platzierung, 2017 und auch 2018 belegte man ebenfalls wieder einen 12. Platz. 2019 erreichte Mila Moskov mit einem 6. Platz und 150 Punkten das beste Ergebnis Nordmazedoniens seit 2008 und stellte zugleich einen neuen Punkterekord auf.
Für 2020 sagte Nordmazedonien wie Australien und Wales seine Teilnahme aufgrund der andauernden Covid-19-Pandemie ab. 2021 kehrte das Land wieder zurück und belegte den neunten Platz. 2022 erreicht man jedoch nur den 14. Platz.
Bei insgesamt 9 seiner 19 Teilnahmen kam Nordmazedonien auf Platz 12, kein anderes Land erreichte bei diesem Wettbewerb eine Platzierung derart häufig, darunter drei Mal in Folge 2009 bis 2011 und 2016 bis 2018 und 2023. Außerdem ist Nordmazedonien das Land mit den meisten Teilnahmen, das den Wettbewerb bisher nie gewinnen konnte.

## Liste der Beiträge
| Jahr | Interpret                                 | Titel Musik (M) und Text (T)                                                              | Sprache                  | Übersetzung                  | Platz Teilnehmer (gesamt) | Punkte                   |
| ---- | ----------------------------------------- | ----------------------------------------------------------------------------------------- | ------------------------ | ---------------------------- | ------------------------- | ------------------------ |
| 2003 | Marija & Viktorija Марија и Викторија     | Ti me ne poznavaš (Ти не ме познаваш) (Marija Arsovska, Viktorija Loba)                   | Mazedonisch              | Du kennst mich nicht         | 12 / 16                   | 19                       |
| 2004 | Martina Smiljanovska Мартина Смилјановска | Zabava (Забава) (Martina Smiljanovska)                                                    | Mazedonisch              | Abschnitt                    | 7 / 18                    | 64                       |
| 2005 | Denis Dimoski Денис Димоски               | Rodendeski Baknež (Родендески бакнеж) (Denis Dimoski)                                     | Mazedonisch              | Geburtstagskuss              | 8 / 16                    | 68                       |
| 2006 | Zana Aliu Зана Алиу                       | Vljubena (Вљубена) (Zana Aliu)                                                            | Mazedonisch              | Verliebt                     | 15 / 15                   | 14                       |
| 2007 | Rosica & Dimitar Росица и Димитар         | Ding Ding Dong (Динг Динг Донг) (Rosica Kulakova, Dimitar Stojmenovski)                   | Mazedonisch              | -                            | 5 / 17                    | 111                      |
| 2008 | Bobi Andonov Боби Андонов                 | Prati mi SMS (Прати ми СМС) (Bobi Andonov)                                                | Mazedonisch              | Schick mir eine SMS          | 5 / 15                    | 93                       |
| 2009 | Sara Markoska Сара Маркоска               | Za ljubovta (За љубовта) (Sara Markoska)                                                  | Mazedonisch              | Für diese Liebe              | 12 / 13                   | 31                       |
| 2010 | Anja Veterova Ања Ветерова                | Magična pesna (Eo, Eo) (Anja Veterova)                                                    | Mazedonisch              | Magisches Lied (Eo,Eo)       | 12 / 14                   | 38                       |
| 2011 | Dorijan Dlaka Доријан Длака               | Žimi ovoj frak (Жими овој фрак) (Dorian Dlaka)                                            | Mazedonisch              | Ich schwöre auf diesen Frack | 12 / 13                   | 31                       |
| 2012 | Auf Teilnahme verzichtet                  | Auf Teilnahme verzichtet                                                                  | Auf Teilnahme verzichtet | Auf Teilnahme verzichtet     | Auf Teilnahme verzichtet  | Auf Teilnahme verzichtet |
| 2013 | Barbara Popović                           | Ohrid i muzika (Охрид и музика) (Barbara Popović)                                         | Mazedonisch              | Ohrid und Musik              | 12 / 12                   | 19                       |
| 2014 | Auf Teilnahme verzichtet                  | Auf Teilnahme verzichtet                                                                  | Auf Teilnahme verzichtet | Auf Teilnahme verzichtet     | Auf Teilnahme verzichtet  | Auf Teilnahme verzichtet |
| 2015 | Ivana & Magdalena                         | Pletenka M: Magdalena Aleksovska; T: Ivana Petkovska                                      | Mazedonisch, Englisch    | Zopf                         | 17 / 17                   | 26                       |
| 2016 | Martija Stanojković                       | Ljubovta ne vodi M: Aleksandar Masevski; T: Aleksandar Masevski, Martija Stanojković      | Mazedonisch, Englisch    | Liebe wird den Weg weisen    | 12 / 17                   | 41                       |
| 2017 | Mina Blažev                               | Dancing Through Life M/T: Aleksandar Masevski                                             | Mazedonisch, Englisch    | Durch das Leben tanzen       | 12 / 16                   | 69                       |
| 2018 | Marija Spasovska                          | Doma M: Darko Dimitrov; T: Darko Dimitrov, Elena Risteska                                 | Mazedonisch              | Zuhause                      | 12 / 20                   | 99                       |
| 2019 | Mila Moskov                               | Fire M: Lazar Cvetkoski; T: Magdalena Cvetkoska                                           | Mazedonisch, Englisch    | Feuer                        | 6 / 19                    | 150                      |
| 2020 | Auf Teilnahme verzichtet                  | Auf Teilnahme verzichtet                                                                  | Auf Teilnahme verzichtet | Auf Teilnahme verzichtet     | Auf Teilnahme verzichtet  | Auf Teilnahme verzichtet |
| 2021 | Dajte Muzika                              | Green Forces M: Robert Bilbilov; T: Robin Zimbakov                                        | Mazedonisch, Englisch    | Grüne Kräfte                 | 9 / 19                    | 114                      |
| 2022 | Lara feat. Jovan & Irina                  | Životot E Pred Mene M/T: Darko Dimitrov, Lara Trpcheska, Jovan Trpcheski, Simon Trpcheski | Mazedonisch, Englisch    | Mein Leben liegt vor mir     | 14 / 16                   | 54                       |
| 2023 | Tamara Grujeska                           | Kaži Mi, Kaži Mi Koj M/T: Robert Bilbilov, Darko Dimitrov, Kosta Petrov                   | Mazedonisch, Englisch    | Sag mir, sag mir wer         | 12 / 16                   | 76                       |
| 2024 | Ana Vanchevska & Aleksej Ivanovski        | Marathon M/T: Lazar Tsvetkovski, Magdalena Tsvetkovska                                    | Mazedonisch, Englisch    | -                            | 16 / 17                   | 54                       |
| 2025 |                                           |                                                                                           |                          |                              |                           |                          |

## Punktevergabe
Folgende Länder erhielten die meisten Punkte von oder vergaben die meisten Punkte an Mazedonien:
| Die meisten vergebenen Punkte | Die meisten vergebenen Punkte | Die meisten vergebenen Punkte |
| Platz                         | Land                          | Punkte                        |
| ----------------------------- | ----------------------------- | ----------------------------- |
| 1                             | Belarus                       | 58                            |
| 2                             | Serbien                       | 50                            |
| 3                             | Kroatien                      | 44                            |
| 4                             | Belgien                       | 37                            |
| 5                             | Rumänien                      | 36                            |

| Die meisten erhaltenen Punkte | Die meisten erhaltenen Punkte | Die meisten erhaltenen Punkte |
| Platz                         | Land                          | Punkte                        |
| ----------------------------- | ----------------------------- | ----------------------------- |
| 1                             | Serbien                       | 38                            |
| 2                             | Rumänien                      | 32                            |
| 3                             | Belarus                       | 29                            |
| 4                             | Russland                      | 23                            |
| 5                             | Kroatien                      | 22                            |

Stand: 2013